# Pescarolo Sport
Pescarolo Sport foi uma equipe de automobilismo com sede em Le Mans, França, fundada em 2000 pelo automobilista francês Henri Pescarolo. A equipe atualmente se concentrada nos campeonatos da Le Mans Series e as 24 Horas de Le Mans, tendo participado tambem da American Le Mans Series e Rally Dakar. Em Outubro de 2007 Henri Pescarolo comprou a Jacques Saulnier Racing Nicolet e criou Pescarolo Automobiles. Devido a inúmeros problemas financeiros e falta de parceria a equipe entrou em um hiato desde o ano de 2014.

## História
Após o seu sucesso em corridas de Le Mans, Henri Pescarolo decidiu que iria se aposentar das corridas como piloto, mas que iria permanecer em corridas de carros como dono de equipe. Em 1 de janeiro de 2000 a Pescarolo Sport foi fundado na cidade de Le Mans, na fundamentação do Circuit de la Sarthe. Pescarolo ficou perto da então equipe de corrida Courage, com os seus chassis C52, bem como chegar a um acordo com a Peugeot para o fornecimento de novos motores turbo. A equipe inicialmente concentrou-se na 24 Horas de Le Mans, embora também faria uma aparição no American Le Mans Series no circuito de Silverstone. Na sua primeira corrida em Le Mans, a equipa conseguiu um  impressionante quarto lugar com os pilotos Sébastien Bourdais, Olivier Grouillard, e Emmanuel Clerico, feito ainda mais impressionante pelo fato de que os três primeiros colocados foram todos da equipe de fábrica da Audi. Com este sucesso, a Pescarolo Sport se expandiu vastamente na temporada de 2001, na compra de dois chassis Courage C60 (números de chassis 03 e 04) para uso em diversas corridas da American Le Mans Series,  Le Mans Series, FIA Sportscar Championship, bem como a entrada usual em Le Mans. Com apoio da Sony e conseqüentemente a propaganda do console Playstation 2 e do simulador Gran Turismo 4, a equipe obteve uma margem de lucros grandes, suficiente para aprimorar o desenvolvimento dos seus prototipos, equipando os seus atuais C60 com motores Judd GV5 V10. A equipe se desenvolveu ao longo dos anos, obtendo várias vitórias na FIA Sportscar Championship, American Le Mans e nas 24 horas de Le Mans. Atualmente a Pescarolo se uniu a Peugeot e desenvolveu o protótipo Peugeot 908 HDI.

## Galeria

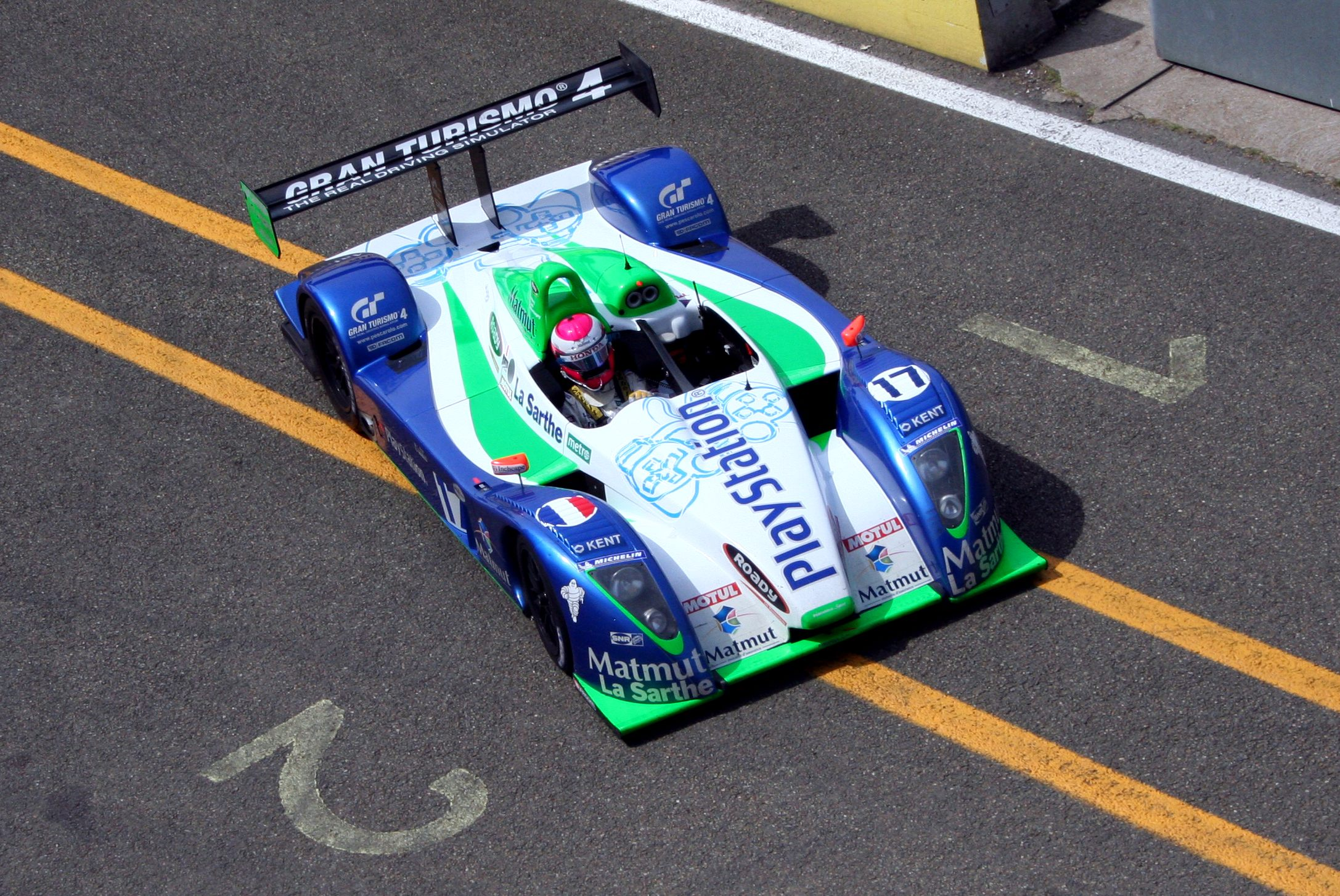
Franck Montagny dirigindo um Pescarolo Judd C60.
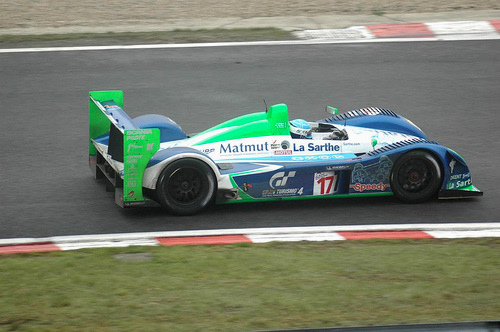
Pescarolo Sport  obtendo um 2º lugar nos 1000km de Spa 2005.
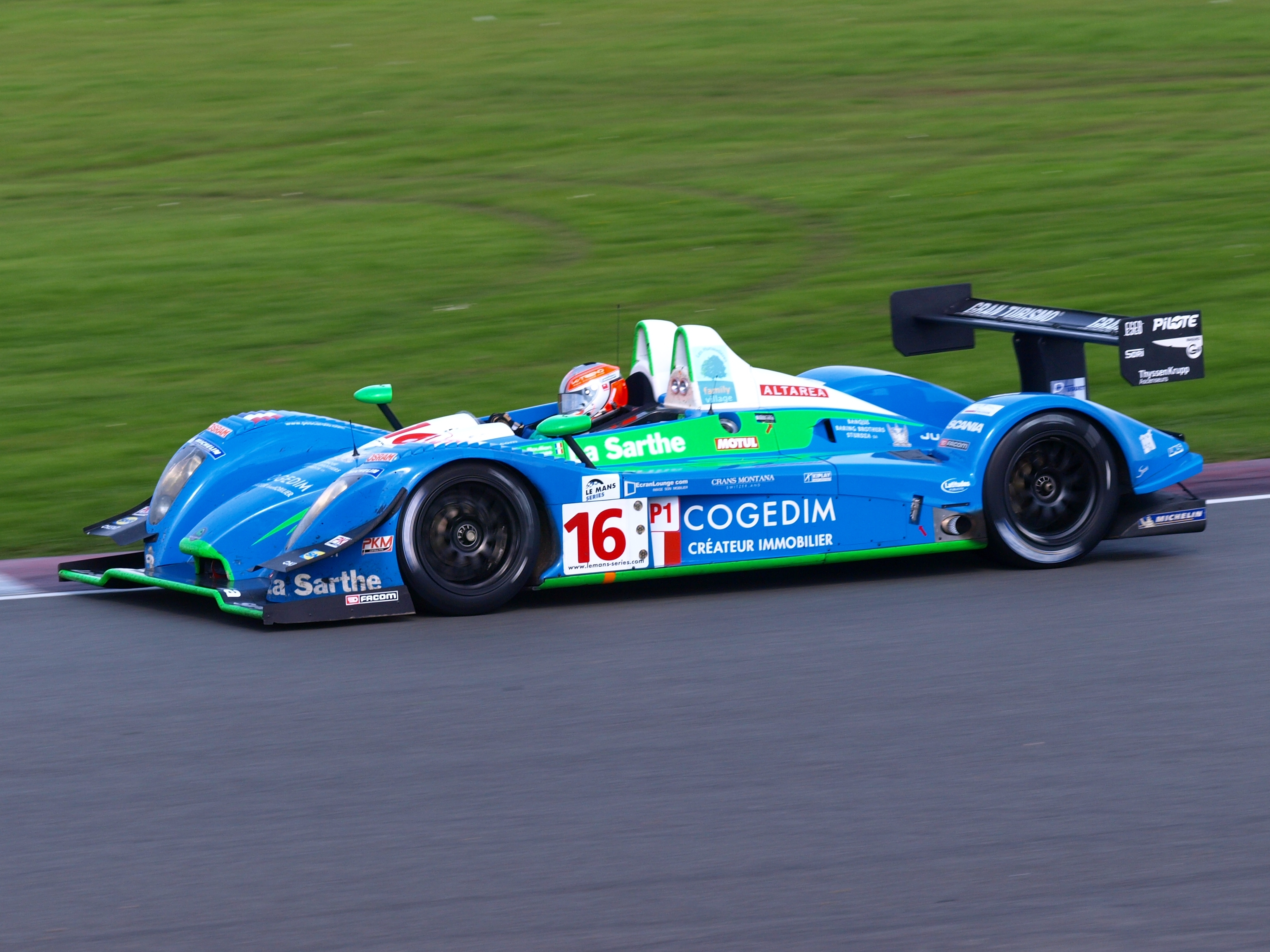
Pescarolo 01 utilizado na American Le Mans Series
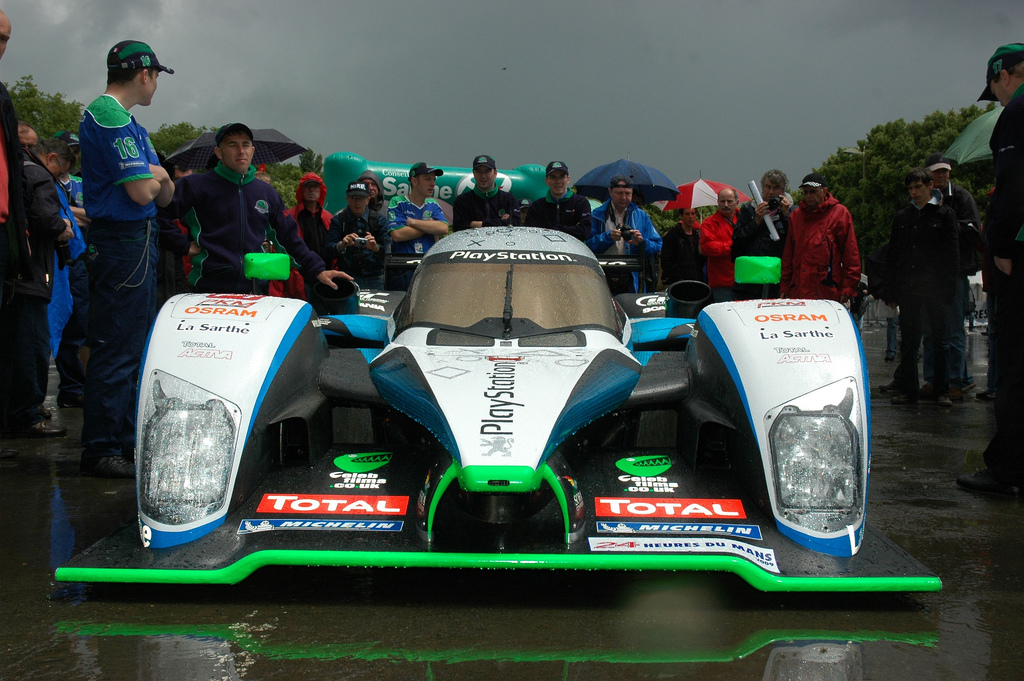
Peugeot 908 HDI utilziado pela Pescarolo nas 24 Horas de Le Mans.